# Rozbiór logiczny
Rozbiór logiczny, rozbiór składniowy zdania (analiza składniowa zdania) dotyczy zdań pojedynczych, zawierających jedno orzeczenie. Rozbiór polega na wyznaczeniu za pomocą algorytmu części składowych zdania (podmiot, orzeczenie, okolicznik, dopełnienie, przydawka). Aby dokonać rozbioru logicznego wypowiedzenia złożonego, należy podzielić je na zdania składowe i każde z tych zdań oddzielnie przeanalizować składniowo.